# ジョー・マスグローブ
ジョー・マスグローブ（英語: Joe Musgrove, 本名：ジョセフ・アンソニー・マスグローブ（Joseph Anthony Musgrove, [ˈmʌzɡroʊv]; 1992年12月4日 - ）は、アメリカ合衆国カリフォルニア州エルカホン出身のプロ野球選手（投手）。右投右打。MLBのサンディエゴ・パドレス所属。愛称はムース。

## 経歴

### プロ入り前
少年時代はサンディエゴ・パドレスファンとして育った。グロスモント高等学校時代は同級生にプロ入り後も再び同僚となるスティーブン・ブロートがいた。

### プロ入りとブルージェイズ傘下時代
2011年のMLBドラフト1巡目追補（全体46位）でトロント・ブルージェイズから指名され、プロ入り。契約後、傘下のアパラチアンリーグのルーキー級ブルーフィールド・ブルージェイズ、ルーキー級ガルフ・コーストリーグ・ブルージェイズに所属し、2球団合計で9試合（先発7試合）に登板して1勝1敗、防御率4.01、18奪三振を記録した。
2012年は開幕からルーキー級ブルーフィールドに所属した。

### アストロズ時代
2012年7月20日に計10人が絡む大型トレードで、ヒューストン・アストロズへ移籍した。移籍後は傘下のアパラチアンリーグのルーキー級グリーンビル・アストロズへ配属され、移籍前を含めて2球団合計で6試合（先発1試合）に登板して0勝1敗、防御率4.24、19奪三振を記録した。

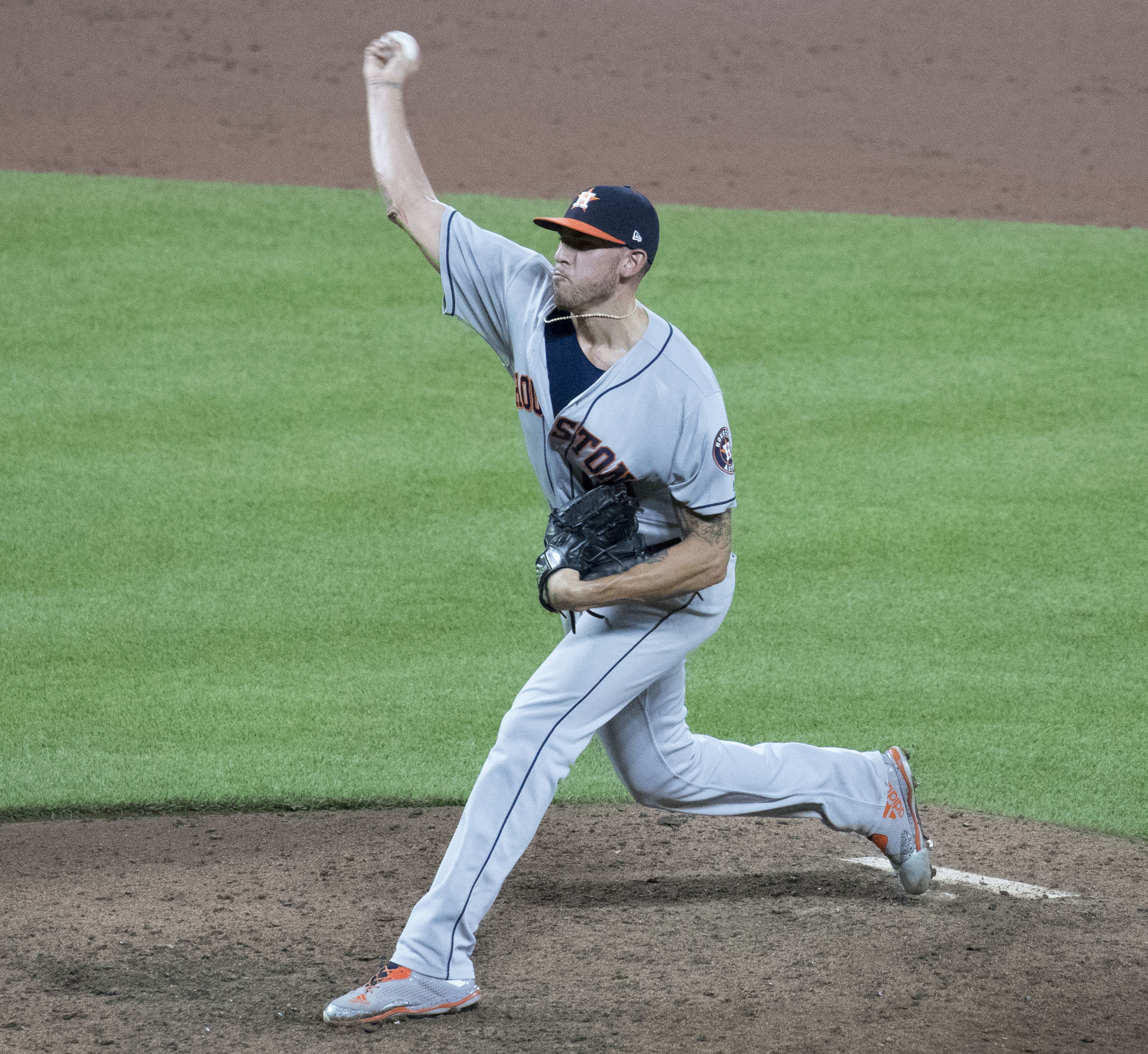
ヒューストン・アストロズ時代
（2017年7月22日）

2013年はルーキー級ガルフ・コーストリーグ・アストロズに所属し、11試合（先発3試合）に登板して1勝3敗、防御率4.41、30奪三振を記録した。
2014年はA-級トリシティ・バレーキャッツに所属し、15試合（先発13試合）に登板して7勝1敗、防御率2.81、67奪三振を記録した。
2015年にはA級クアッドシティーズ・リバーバンディッツ、A+級ランカスター・ジェットホークス、AA級コーパスクリスティ・フックスに所属し、3球団合計で19試合（先発14試合）に登板して12勝1敗1セーブ、防御率1.88、99奪三振を記録した。オフの11月20日にルール・ファイブ・ドラフトでの流出を防ぐために40人枠入りした。
2016年はAA級コーパスクリスティで開幕を迎え、5月にはAAA級フレズノ・グリズリーズへ昇格した。また、7月にはオールスター・フューチャーズゲームに選出されている。8月1日にメジャー初昇格を果たし、翌2日のブルージェイズ戦でメジャーデビュー。この年メジャーでは11試合（先発10試合）に登板して4勝4敗、防御率4.06、55奪三振を記録した。
2017年は38試合（先発15試合）に登板して7勝8敗2セーブを記録したが、防御率は4.77と前年からやや悪化した。ポストシーズンでは全て中継ぎ登板で、2017年のワールドシリーズでは第5戦で同点の10回表を無失点に抑えて勝利投手になるなど、優勝に貢献した。

### パイレーツ時代

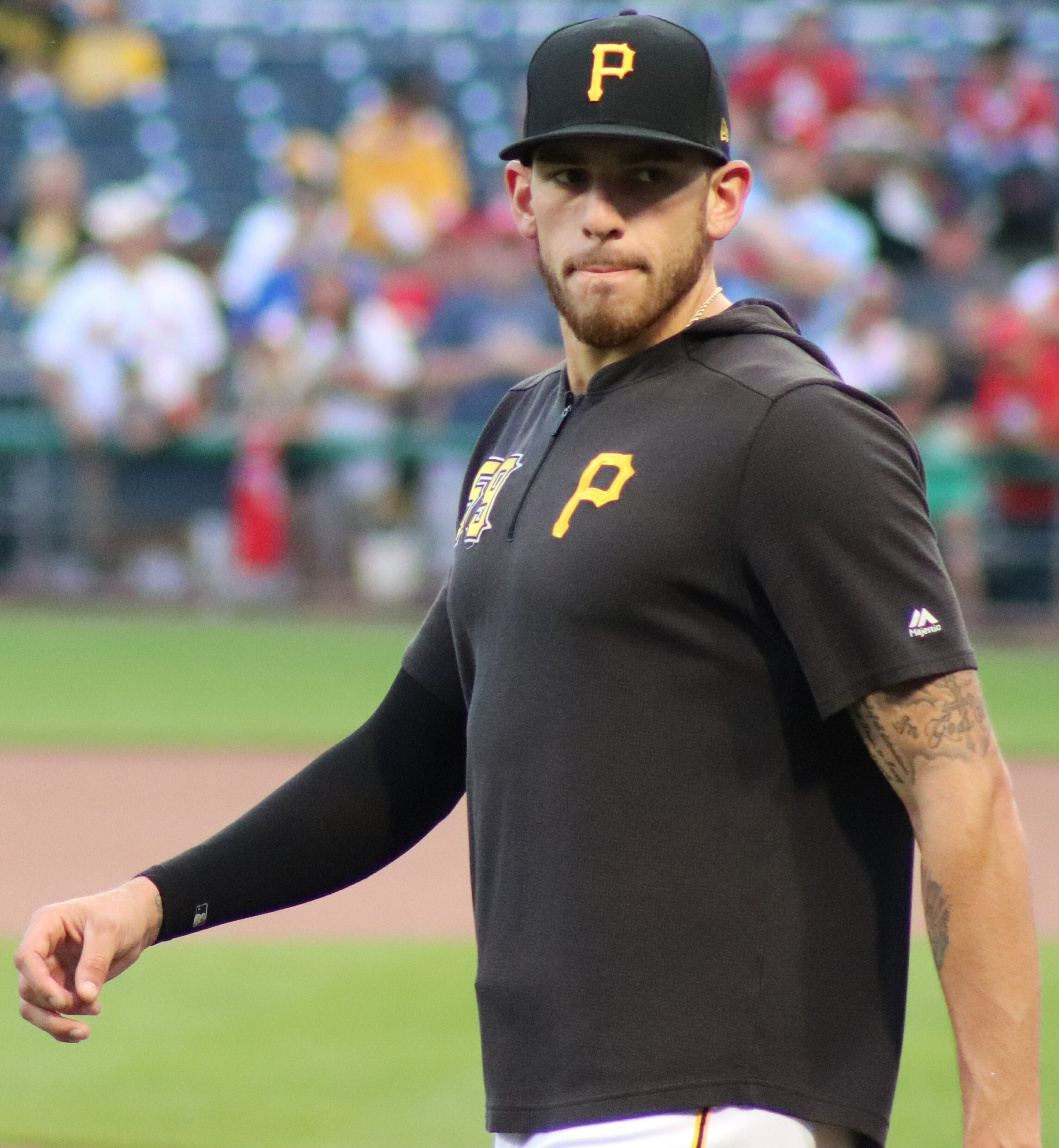
ピッツバーグ・パイレーツ時代
（2019年9月7日）

2018年1月13日にゲリット・コールとのトレードで、マイケル・フェリス、コリン・モラン、ジェイソン・マーティンと共にピッツバーグ・パイレーツへ移籍した。その日の夜にアストロズ球団とファンに向けた感謝のメッセージを手書きの手紙に綴ったものを自身のTwitterへ投稿して話題となり、他の投稿と比べても多い1万以上のいいねがついた。8月30日のセントルイス・カージナルス戦で初回先頭打者から21球連続でストライク（打球を含む）を記録したが、これは1988年にMLBが投球トラッキングシステムを導入してからは初のことであった。
2019年6月10日のアトランタ・ブレーブス戦で、1回にブレーブスのジョシュ・ドナルドソンに死球を与え、これに対してドナルドソンが激高し、止めに入ったエリアス・ディアスを突き飛ばしたことから両球団のベンチから選手が出て乱闘となり、ドナルドソンと共に退場処分を受けた。この年は32試合（先発31試合）に登板し、自身初の規定投球回に到達し、11勝12敗、防御率4.44などを記録し、地区最下位の状況の中、球団で唯一の2桁勝利であった。
2020年は新型コロナウイルスの影響で60試合制で、8試合の登板で1勝5敗、防御率3.86などを記録した。

### パドレス時代
2021年1月19日にパイレーツとサンディエゴ・パドレス、ニューヨーク・メッツの3球団間でトレードが行われ、パドレスがパイレーツからマスグローブを、メッツがパドレスからジョーイ・ルケーシーを、パイレーツがパドレスからハドソン・ヘッド、オマー・クルーズ、デビッド・ベッドナー、ドレイク・フェローズ、メッツからエンディ・ロドリゲスをそれぞれ獲得した。パイレーツには3年間の所属ながら長文の直筆の手紙をTwitterに投稿した。背番号はジェイク・ピービーに敬意を表して「44」を選択した。ドラフトから10年後に故郷のサンディエゴに戻ることになった。シーズン開幕後、4月9日のテキサス・レンジャーズ戦でパドレスの球団創設52年目で初となるノーヒットノーランを達成した（走者は1死球のみ）。2020年に開場したグローブライフ・フィールドでも初の達成となった。この年は同じく移籍1年目のダルビッシュ有とブレイク・スネルが苦しむ中で自身は32試合（先発31試合）に登板し、2年ぶり2度目の規定投球回に到達し、11勝9敗、防御率3.18と活躍した。
2022年3月に年俸調停を回避して1年総額862.5万ドルで契約した。8月1日にパドレスと5年総額1億ドルの延長契約を結んだ。この年は自身初めてオールスターゲームに選出され、ナショナルリーグの3番手投手として、3回から登板。1回を無失点に抑え、2つの三振を奪った。レギュラーシーズンでは181イニングを投げ10勝7敗、そしてキャリアベストとなる防御率2.93を記録した。ポストシーズンではニューヨーク・メッツとのナショナルリーグワイルドカードシリーズ第3戦に先発登板し、7回を5奪三振、1安打、無失点に抑えた。
2024年3月20日に開幕ロースター入りした。

## 選手としての特徴
スリークォーターから、最速球速96.1mph（約155km/h）・平均92mph（約148km/h）のフォーシームと、平均82mph（約132km/h）の横に大きく曲がるスライダーの2球種を主に使用し、その他に平均79mph（約127km/h）のカーブ、平均90mph（約145km/h）のシンカー、平均82mph（約132km/h）のチェンジアップを使用する。

## 詳細情報

### 年度別投手成績
| 年 度    | 球 団    | 登 板 | 先 発 | 完 投 | 完 封 | 無 四 球 | 勝 利 | 敗 戦 | セ 丨 ブ | ホ 丨 ル ド | 勝 率 | 打 者 | 投 球 回 | 被 安 打 | 被 本 塁 打 | 与 四 球 | 敬 遠 | 与 死 球 | 奪 三 振 | 暴 投 | ボ 丨 ク | 失 点 | 自 責 点 | 防 御 率 | W H I P |
| -------- | -------- | ----- | ----- | ----- | ----- | -------- | ----- | ----- | -------- | ----------- | ----- | ----- | -------- | -------- | ----------- | -------- | ----- | -------- | -------- | ----- | -------- | ----- | -------- | -------- | ------- |
| 2016     | HOU      | 11    | 10    | 0     | 0     | 0        | 4     | 4     | 0        | 0           | .500  | 256   | 62.0     | 59       | 9           | 16       | 0     | 3        | 55       | 0     | 0        | 28    | 28       | 4.06     | 1.21    |
| 2017     | HOU      | 38    | 15    | 0     | 0     | 0        | 7     | 8     | 2        | 5           | .467  | 462   | 109.1    | 117      | 18          | 28       | 1     | 4        | 98       | 4     | 0        | 59    | 58       | 4.77     | 1.33    |
| 2018     | PIT      | 19    | 19    | 0     | 0     | 0        | 6     | 9     | 0        | 0           | .400  | 486   | 115.1    | 113      | 12          | 23       | 3     | 8        | 100      | 5     | 0        | 56    | 52       | 4.06     | 1.18    |
| 2019     | PIT      | 32    | 31    | 0     | 0     | 0        | 11    | 12    | 0        | 1           | .478  | 718   | 170.1    | 168      | 21          | 39       | 1     | 9        | 157      | 2     | 0        | 98    | 84       | 4.44     | 1.22    |
| 2020     | PIT      | 8     | 8     | 0     | 0     | 0        | 1     | 5     | 0        | 0           | .167  | 166   | 39.2     | 33       | 5           | 16       | 0     | 2        | 55       | 1     | 0        | 17    | 17       | 3.86     | 1.24    |
| 2021     | SD       | 32    | 31    | 2     | 2     | 0        | 11    | 9     | 0        | 0           | .550  | 748   | 181.1    | 142      | 22          | 54       | 3     | 18       | 203      | 3     | 0        | 68    | 64       | 3.18     | 1.08    |
| 2022     | SD       | 30    | 30    | 0     | 0     | 0        | 10    | 7     | 0        | 0           | .588  | 740   | 181.0    | 154      | 22          | 42       | 1     | 14       | 184      | 4     | 0        | 67    | 59       | 2.93     | 1.08    |
| 2023     | SD       | 17    | 17    | 0     | 0     | 0        | 10    | 3     | 0        | 0           | .769  | 399   | 97.1     | 90       | 10          | 21       | 1     | 9        | 97       | 2     | 1        | 35    | 33       | 3.05     | 1.14    |
| 2024     | SD       | 19    | 19    | 0     | 0     | 0        | 6     | 5     | 0        | 0           | .545  | 410   | 99.2     | 94       | 14          | 23       | 0     | 10       | 101      | 0     | 0        | 44    | 43       | 3.88     | 1.17    |
| MLB：9年 | MLB：9年 | 206   | 180   | 2     | 2     | 0        | 66    | 62    | 2        | 6           | .516  | 4385  | 1056.0   | 970      | 133         | 262      | 10    | 77       | 1050     | 21    | 1        | 472   | 438      | 3.73     | 1.17    |

- 2024年度シーズン終了時
- 各年度の太字はリーグ最高

### 年度別守備成績
投手守備
| 年 度 | 球 団 | 投手（P） | 投手（P） | 投手（P） | 投手（P） | 投手（P） | 投手（P） |
| 年 度 | 球 団 | 試 合     | 刺 殺     | 補 殺     | 失 策     | 併 殺     | 守 備 率  |
| ----- | ----- | --------- | --------- | --------- | --------- | --------- | --------- |
| 2016  | HOU   | 11        | 10        | 8         | 0         | 2         | 1.000     |
| 2017  | HOU   | 38        | 15        | 21        | 1         | 2         | .973      |
| 2018  | PIT   | 19        | 15        | 22        | 1         | 2         | .974      |
| 2019  | PIT   | 32        | 30        | 24        | 4         | 0         | .931      |
| 2020  | PIT   | 8         | 7         | 8         | 0         | 0         | 1.000     |
| 2021  | SD    | 32        | 21        | 18        | 1         | 0         | .975      |
| 2022  | SD    | 30        | 19        | 17        | 1         | 2         | .973      |
| 2023  | SD    | 17        | 10        | 8         | 2         | 2         | .900      |
| 2024  | SD    | 19        | 11        | 12        | 1         | 0         | .958      |
| MLB   | MLB   | 206       | 138       | 138       | 11        | 10        | .962      |

外野守備
| 年 度 | 球 団 | 左翼（LF） | 左翼（LF） | 左翼（LF） | 左翼（LF） | 左翼（LF） | 左翼（LF） |
| 年 度 | 球 団 | 試 合      | 刺 殺      | 補 殺      | 失 策      | 併 殺      | 守 備 率   |
| ----- | ----- | ---------- | ---------- | ---------- | ---------- | ---------- | ---------- |
| 2021  | SD    | 1          | 1          | 0          | 0          | 0          | 1.000      |
| MLB   | MLB   | 1          | 1          | 0          | 0          | 0          | 1.000      |

- 2024年度シーズン終了時
- 各年度の太字はリーグ最高

### 記録
MiLB
- オールスター・フューチャーズゲーム選出：1回（2016年）

MLB
- ノーヒットノーラン : 1回（2021年4月9日、対テキサス・レンジャーズ戦）

### 背番号
- 59（2016年 - 2020年）
- 44（2021年 - ）